# Матејешти (Бакау)
Матејешти (рум. Mateiești) насеље је у Румунији у округу Бакау у општини Сандулени. Oпштина се налази на надморској висини од 267 m.

## Становништво
Према подацима из 2002. године у насељу је живело 75 становника, од којих су сви румунске националности.